# Скарри, Ричард
Ричард МакКлюр Скарри (англ. Richard McClure Scarry) — популярный американский детский писатель и иллюстратор, написавший около 300 книг общим числом продаж приблизительно 100 млн экземпляров по всему миру. Некоторые из них переведены на русский язык.

## Биография
Ричард родился в Бостоне, где его отец содержал магазин (и поэтому семья Скарри вела относительно благоустроенную жизнь даже во время Великой депрессии). Отец хотел, чтоб Ричард окончил Гарвард, и стал бы, как и он, торговцем, но учёба не нравилась ребенку (вероятно, в наши дни ему бы диагностировали синдром дефицита внимания). Окончив кое-как среднюю школу, Ричард поступил было в бизнес-колледж, но вскоре бросил учебу. Учился в школе при Музее изящных искусств и, не окончив её, был призван в 1942 году в армию. Новобранца с пометкой в личном деле «художник» направили на учёбу радиоделу, и он получил самую низкую оценку на экзамене по ремонту радиопередатчиков. Никуда не пригодясь, тяготясь скукой и дисциплиной, Скарри стал рисовать армейские плакаты, потом по газетным материалам составлял боевые листки и т. п. материалы для поднятия боевого духа солдат. В свободное время ухаживая за медсестрами, иногда выезжая в командировки по Италии, Франции, Африке и Ближнему Востоку, Ричард был рад службе. Эта работа и определила его будущую профессию.
Все свои книги Ричард не писал, а рисовал на кальке карандашом и раскрашивал поточным способом, цвет за цветом. Потом печатал подписи на машинке, иногда особо не заботясь об орфографии. Рисуя для детей, и памятуя свою скучную школу, автор перво-наперво развлекал читателей и, во-вторых, учил их. Никогда не рисовал то, что дети и так уже знали и видели: ни скуки, ни глупости, ни банальности.
Несмотря на большой успех, Ричард Скарри не имел ни одной награды за рисование или карикатуры.

## Бизитаун
Самая известная книжная серия Скарри — серия о Бизитауне, персонажами которой являются антропоморфные животные. Эти книги принесли писателю огромную известность и были переведены на множество языков.
Скарри о своей работе: «Я хотел рисовать такие книги, которые можно читать снова и снова, и находить в них всё новые подробности». «Персонажи-Животные на моих рисунках никому не обидны и тем более не пугающи. Если нарисовать как человек попал в автомобильную аварию или как у женщины взорвалась духовка, это страшно, а то же самое про животных — забавно и несерьезно».
Будучи интровертом, художнику нравилось наблюдать людей, и свои наблюдения он отражал в картинках. Будь то парусная лодка, или истребитель, при кажущейся шутейности подробности конструкций на его рисунках довольно достоверны.
В 1980-х и 1990-х по его книгам были сняты мультфильмы, выпущенные на DVD и VHS, а также транслируемые на TLC с 1995 по 2003. Книги о Бизитауне были адаптированы для мультсериала «Бизи-Уорлд Ричарда Скарри», который транслировался на телеканале Showtime с 1993 по 1996, а также для мультсериала «Невероятные расследования котёнка Хакли» (англ. Busytown Mysteries), созданного Cookie Jar Group и транслируемого на CBC Television.

## Семья и личная жизнь
После демобилизации, за квартирку на Манхеттене Скарри платил 10 долл в месяц, а первый контракт подписал на 2000 долл. Но несмотря на столь большие доходы, «в рисовании самое главное — забава». Попытка наняться в журнал Вог, на первую и последнюю постоянную работу, закончилась неудачей: через 3 недели Ричарда уволили. Да и наняли его лишь потому, что по совету уважаемого за успех у девушек дяди Артура Ричард надел для интервью стильный льняной костюм и голубую рубашку. Следующий контракт на рисование карикатурных персонажей был уже на 4800 долларов на 1 год. В 1948 году Ричард женился на Патриции «Патси» Мэрфи, девушка была его прямой противоположностью — экстравертная и общительная. Интроверт Ричард, женившись, сильно подсократил ночную жизнь и стал рисовать регулярно, ежедневно и дисциплинировано.
В 1959 году появились его антропоморфные зверьки и пришел большой успех — первая же книжка-альбом «Самый лучший мир» за несколько лет была продана тиражом 7 млн экз.
В 1972, по причине непомерных налогов на гонорары в США, семья Скарри переехала в Швейцарию, купив шале в Гштаде. Так американский автор Ричард Скарри стал известен еще и в Европе. Он много путешествовал, в частности в Африку и на Восток, собирая впечатления для рисованных рассказов.
Жена Ричарда, Патриция Мерфи, стала автором детских учебников. Сын Скарри, «Хак» Ричард младший, продолжает рисовать и издавать книжки, иногда подражая стилю отца, иногда в своем стиле.
В 1994 писатель умер от сердечного приступа в возрасте 74 лет.
Его записки и рисунки находятся в архиве Университета Коннектикута.